# 國際唱片業協會
國際唱片業協會（縮寫為IFPI），是由唱片業者所組成的國際組織，秘書處位於英國倫敦，辦公室位於瑞士，主要任務包括保護歌曲的版權。國際唱片業協會1933年於意大利成立，1974年使用現在的名稱。目前代表著75個國家共1450個成員。大中華區總會位於北京。

## 另見
- 國際唱片業協會（香港會）
- 音樂產業
- 年度全球唱片艺人奖
- 点对点文件共享
- 音乐录音认证名单
- 最大的录制音乐市场名单

## 外部連結
- 國際唱片業協會（页面存档备份，存于）（英文）
- 國際唱片業協會(香港會)有限公司 （页面存档备份，存于）（繁體中文）（英文）
- 台灣唱片出版事業基金會 （页面存档备份，存于）（繁體中文）
- 日本唱片協會（页面存档备份，存于）（日語）